# Nefertari (esposa de Tuthmosis IV)
Nefertari va ser una reina de la XVIII Dinastia d'Egipte. Va ser la Gran Esposa Reial del faraó Tuthmosis IV.
| nfr | t · D21 · Z4 | M17 |

| nfr | t · D21 · Z4 | M17 |

Es desconeixen els seus orígens, és probable que fos una plebea. En diverses representacions, ella i la reina mare Tiaa són representades com a deesses que acompanyen a Tuthmosis. Al setè any del regnat d'aquest faraó, Iaret, germana de Tuthmosis, apareix com la nova Gran Esposa Reial; Nefertari va morir o va ser empesa a un segon pla quan Iaret va assolir l'edat suficient com per a convertir-se en l'esposa de Tuthmosis.
Va ser representada juntament amb el seu marit en vuit esteles a Guiza. També apareix en una estela trobada al temple de Luxor i s'esmenta en un escarabat trobat a Gurob.
No se sap si els fills de Tuhthmosis IV van néixer de Nefertari o d'Iaret. Després de la mort de Tuthmosis, el següent faraó va ser Amenofis III, fill d'una dona secundària anomenada Mutemuia.